# Cemento (discoteca)

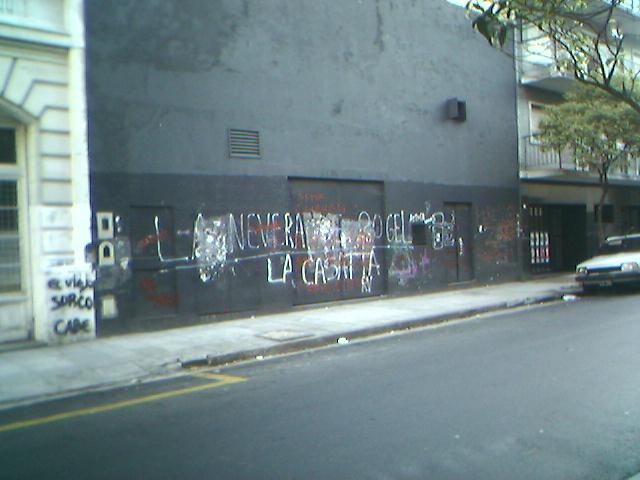
Fachada exterior de Cemento.

Cemento era una conocida discoteca de Buenos Aires (Argentina), situada en el barrio de Constitución, donde se llevaban a cabo recitales de bandas musicales populares, principalmente de rock.
Ubicada en la calle Estados Unidos 1234-38, en ese lugar funcionó, antes de la discoteca, un estacionamiento y garaje.
Con veinticinco años de existencia, fue considerado un sitio emblemático y de culto del rock argentino. Es visto como el local más antiguo, con más anécdotas y en el cual crecieron la mayor parte de las bandas más importantes.

## Historia
Fue inaugurado el 28 de junio de 1985 como discoteca por el empresario Omar Chabán. Chabán pudo abrir el lugar gracias a un préstamo de la actriz Katja Alemann, su pareja por aquellos años. Inicialmente fue pensado como discoteca orientada al rock, aunque poco después comenzaron a realizarse recitales en vivo en el lugar. Por allí pasaron en sus épocas iniciales las bandas más importantes del rock argentino, como por ejemplo Los Violadores, Patricio Rey y sus Redonditos de Ricota, Riff, La Renga, Sumo, Horcas,  Draco, Rata Blanca, Guasones, Viejas Locas, Las Pelotas, Hermética, A.N.I.M.A.L., Nylon, Babasónicos, Los Piojos, Callejeros, Flema, Intoxicados, Bersuit Vergarabat y Los Ratones Paranoicos, junto con bandas internacionales como Molotov y Control Machete, La Tabaré, No Te Va Gustar, La Vela Puerca entre otras. Attaque 77 tocó por primera vez en Cemento, como soporte del grupo Descontrol.
Las actividades del local no estuvieron exentas de controversia. Los recitales de grupos de música punk solían generar peleas y alborotos. En varias ocasiones fue clausurado por presión de los vecinos de la zona, posteriormente se volvió a abrir pero con operativos policiales en la puerta para controlar a la gente.
El 30 de diciembre del año 2004, mientras en Cemento terminaba de tocar la banda Nuca, tuvo lugar el incendio de República Cromañón, otro local de Omar Chabán. Cuando subió al escenario Sancamaleón, los rumores que llegaban a Constitución decían que en el boliche de Once, donde se estaba presentando Callejeros habían muerto 45 personas a causa de un incendio. Los integrantes de Sancamaleón no recibieron ninguna orden de suspender el show y ante la falta de información y confirmación de lo que estaba ocurriendo en la otra punta de la ciudad, empezaron su show. A mitad del show comenzaron a llegar noticias concretas de la muerte de decenas de personas. El clima era muy raro y la banda terminó el show abruptamente. Tras el incidente en Cromañón se aplicaron controles mucho más rigurosos a los locales debido a que dejó un saldo de 194 muertos y al menos 1432 heridos; el propio Chabán fue encarcelado. Cemento no volvió a abrir sus puertas al público, siendo Sancamaleón el último grupo en presentarse en vivo en el mítico local. Todos los recitales previstos luego de esa noche se cancelaron.
Numerosos petitorios han sido firmados por los exempleados del lugar hacia el Gobierno de la Ciudad de Buenos Aires para reabrir el lugar en forma de cooperativa. Muchos músicos adhirieron también a estos petitorios alegando que con Cromañón comenzó una restricción desmesurada hacia recintos en donde puedan desarrollarse recitales de rock.
El predio fue adquirido en el año 2011 por el Gobierno de la Ciudad de Buenos Aires mediante el Decreto 184/2011, que lo transformó en un estacionamiento del área de Infraestructura Escolar, perteneciente al Ministerio de Educación y Deportes.
Debido a que ha visto el inicio de varios iconos de la música argentina sobre el escenario, se suele utilizar la expresión "... desde Cemento" o "te sigo desde Cemento", en general, de manera coloquial, para hacer referencia a los inicios de una organización o algo, en donde no alcanzaba la misma popularidad que la actualidad (a veces usado en manera irónica). Por ejemplo: "yo escuchaba esta emisora de radio desde Cemento!" = escuchaba la emisora desde sus inicios.

## Legado
En el año 2015 se editaron los libros "Cemento: El semillero del rock", del periodista Nicolás Igarzábal (Ed. Gourmet Musical) y "Yo toqué en Cemento (la historia por sus protagonistas)" (Ediciones Del Pollo) del escritor Sebastián Duarte. Ambos libros repasan a través de entrevistas y testimonios de la actividad desarrollada en Cemento, desde la inauguración hasta la última noche.
A mediados del 2016 se llevó a cabo la exposición fotográfica "Cemento: del under al indie, 1985-2016" en el Club Cultural Matienzo de la Ciudad de Buenos Aires, organizada por el periodista Nicolás Igarzábal, que además contó con charlas y proyecciones.
En noviembre de 2016, por iniciativa del legislador Pablo Ferreyra del FPV (Legislatura Porteña), se colocó una placa conmemorativa en la fachada del local. También se inició un proyecto para convertir el lugar en un Museo del Rock.
El 26 de abril de 2017, en el marco del BAFICI (Buenos Aires Festival Internacional de Cine Independiente) se estrenó la película "Cemento - El Documental" dentro del predio donde funcionaba la discoteca.
En 2019 se lanza Cemento Radio, la frecuencia en línea del mítico espacio, semillero del arte y la cultura argentina a través de la web www.cementoradio.com.ar y en redes sociales como CEMENTOradio.
En 2021 Bolskasha, grupo de punk rock argentino, homenajeó a Cemento con el tema "Quiero punk rock". En dicha canción además se menciona a algunos referentes del punk argentino que han actuado allí, tales como Ricky Espinosa de Flema, Embajada Boliviana, Doble Fuerza, Bulldog, Superuva, 2 Minutos, Attaque 77, Seba de Expulsados, Mal Momento y Cadena Perpetua. El tema fue compuesto por Leonardo Spinosa y publicado en el álbum "I Wanna Punk Rock!", lanzado el 20 de diciembre de aquel año.

## Discos en vivo
Discos grabados en vivo en el lugar:
- 1991 - Mr. Funky
- 1998 - Varios artistas - Metal Rock Festival II
- 1998 - Catupecu Machu - A Morir!!!
- 1999 - Flema - La Noche De Las Narices Blancas
- 2000 - Callejeros en Cemento
- 2000 - El Otro Yo - Contagiándose la energía del otro
- 2000 - Fun People - Tour World
- 2001 - La Mancha de Rolando - Primer Cemento al Palo
- 2001 - Intoxicados - Vivo Cemento
- 2002 - Los Violadores - En Vivo y Ruidoso 2[7]
- 2003 - Flema - Y aún yo te recuerdo [Tributo a Ricky (En cemento)]
- 2003 - Sin Ley - Avivate (Una parte - Otra parte)
- 2003 - Lörihen - Vivo 2012